# Stefan Insulin
Stefan Insulin, född 4 oktober 1726 i Överselö socken i Södermanlands län, död 12 maj 1803 var biskop i Strängnäs stift 1793–1803.
Insulin växte upp under fattiga förhållanden och blev 1750 student vid Uppsala universitet, där han vid 1758 års filosofie magisterpromotion intog andra hedersrummet och 1760 anställdes som docent i geometri efter att ha utgivit en avhandling, De quadratura circuli. 1767 utnämndes han till lektor i fysik och logik vid Strängnäs gymnasium, prästvigdes 1769 och blev 1782 teologie lektor, prost och kyrkoherde i Aspö prebendepastorat. Insulin vann som lärare stort anseende för skicklighet, var ledamot av prästeståndet vid riksdagarna 1789 och 1792, blev vid jubelfesten 1793 teologie doktor och utnämndes 28 juni 1793 till biskop i Strängnäs stift.